# Edmilson Carlos Abel
Edmilson Carlos Abel (23 de febrero de 1974) es un exfutbolista brasileño que se desempeñaba como centrocampista.
Jugó para clubes como el Juventus, Kawasaki Frontale, Avaí, Santo André, Internacional, Marília, Grêmio y Criciúma.

## Trayectoria

### Clubes
| Club              | País   | Año         |
| ----------------- | ------ | ----------- |
| Nacional          | Brasil | 1993 - 1998 |
| Paraguaçuense     | Brasil | 1999        |
| Juventus          | Brasil | 1999        |
| Mirassol          | Brasil | 2000        |
| Juventus          | Brasil | 2000        |
| Kawasaki Frontale | Japón  | 2001        |
| Rio Branco        | Brasil | 2001        |
| Avaí              | Brasil | 2002 - 2003 |
| Juventus          | Brasil | 2003        |
| Santo André       | Brasil | 2004        |
| 15 de Novembro    | Brasil | 2004 - 2005 |
| Internacional     | Brasil | 2005 - 2006 |
| Marília           | Brasil | 2006        |
| Grêmio            | Brasil | 2007        |
| Criciúma          | Brasil | 2007        |
| Caxias do Sul     | Brasil | 2007 - 2008 |
| 15 de Novembro    | Brasil | 2008        |
| Linense           | Brasil | 2008 - 2009 |
| Veranópolis       | Brasil | 2009 - 2010 |